# آواز (فیلم کوتاه)
آواز (مجاری: Mindenki) یک فیلم کوتاه در ژانر درام  به کارگردانی کریشتوف دآک است که در سال ۲۰۱۶ منتشر شد. این فیلم در هشتاد و نهمین دوره جوایز اسکار برنده جایزه اسکار بهترین فیلم کوتاه شده‌است.
جوایز:
این فیلم برنده جایزه اسکار بهترین فیلم کوتاه سال 2017 می‌باشد .